# Autoportrait (Bacon)
Pour les articles homonymes, voir Autoportrait (homonymie).
Autoportrait est un tableau du peintre britannique Francis Bacon réalisé en 1969. Exécuté sur toile à la peinture à l'huile et au pastel, cet autoportrait représente l'artiste en buste sur fond noir, son visage déformé et comme griffé, sa joue gauche remplacée par un trou. Depuis un don anonyme en 1976, elle est conservée au musée Cantini, à Marseille, en France.
En 1971, il réalise un autre autoportrait.